# Phillip Island
Phillip Island – wyspa w stanie Wiktoria (Australia), położona w Cieśninie Bassa na południowy wschód od Melbourne. Wyspa została nazwana na cześć gubernatora Artura Phillipa. Powierzchnia wyspy wynosi około 10 tys. ha. Wyspa połączona jest z lądem Australii 640 metrowym betonowym mostem.
Wyspa posiada około 7 tys. stałych mieszkańców (największe miasto na wyspie to Cowes), ale rocznie odwiedzana jest przez ok. 3,5 miliona turystów.
Phillip Island jest jedną z największych atrakcji turystycznych stanu Wiktoria. Turystów przyciąga zlokalizowana na wyspie kolonia pingwinów małych (można obserwować codziennie po zmroku powrót grupek pingwinów z oceanu do gniazd) oraz rozgrywane na wyspie motocyklowe Grand Prix.

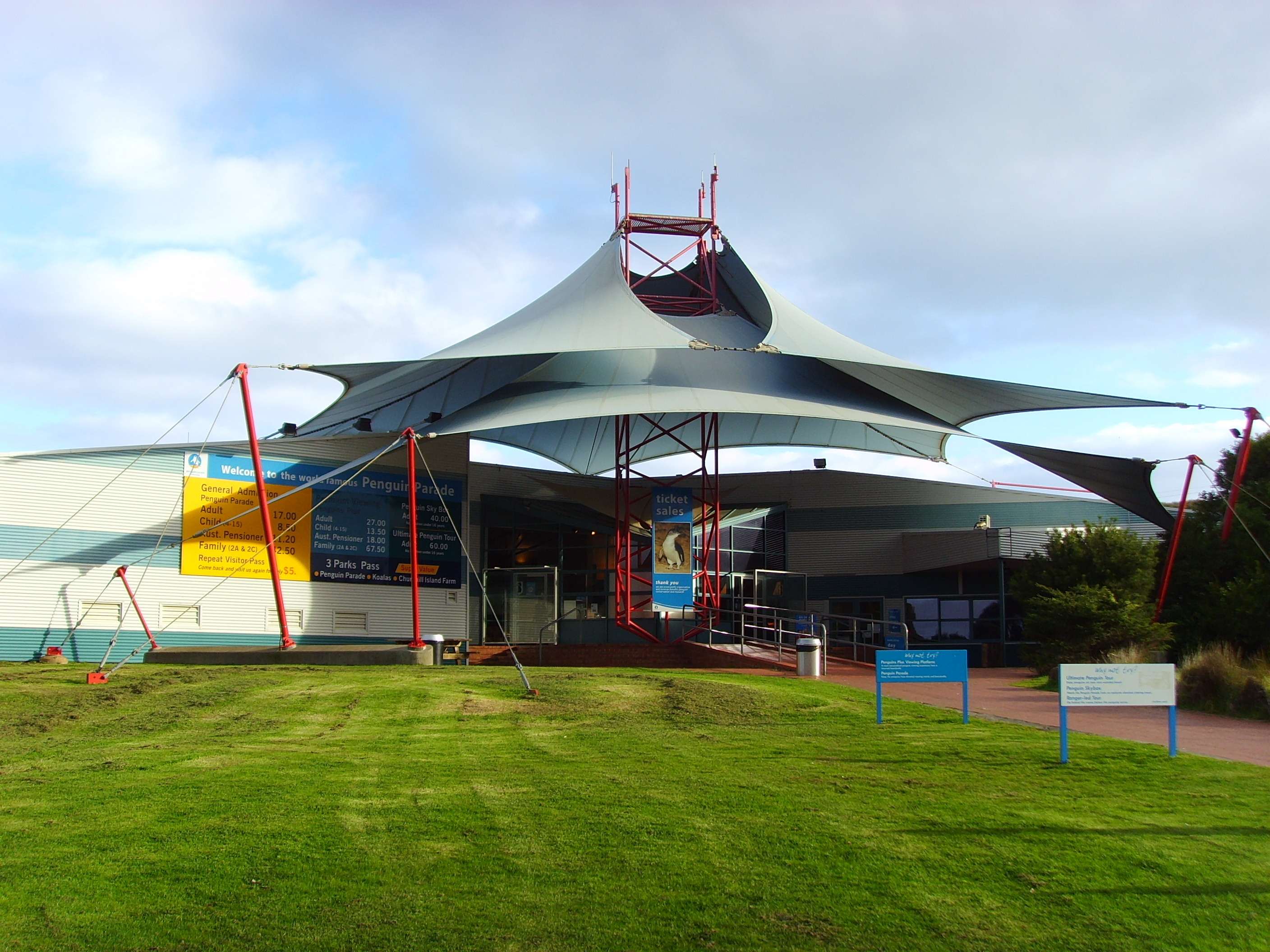
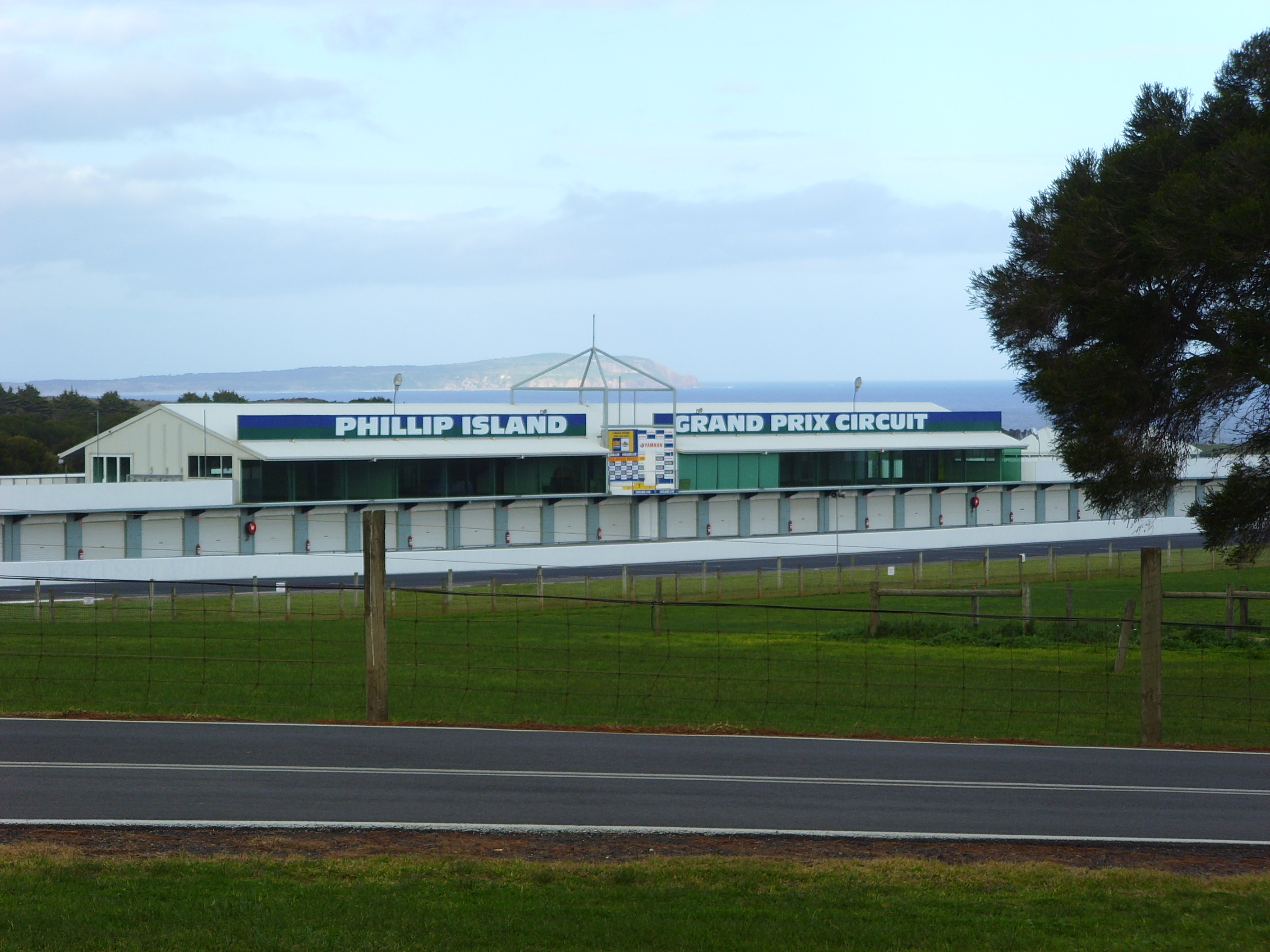